# Ioduro di cadmio
Lo ioduro di cadmio è il composto inorganico con formula CdI2. In condizioni normali è un solido bianco che ingiallisce per esposizione all'aria o alla luce. La sua struttura cristallina è importante come modello di composti MX2 caratterizzati dalla presenza di forti effetti di polarizzazione.

## Struttura
CdI2 è un composto sostanzialmente ionico, ma possiede un significativo grado di covalenza. Esiste in due forme allotropiche: la forma più comune è la forma α di colore bianco; la forma β è di colore bruno.
La forma α è caratterizzata da una struttura cristallina esagonale, gruppo spaziale P3m1, con costanti di reticolo a = 425 pm e c = 1367 pm, due unità di formula per cella elementare. Gli anioni ioduro formano un impacchettamento esagonale compatto, mentre i cationi cadmio occupano i siti ottaedrici riempiendo strati alternati (uno strato sì e uno no). Ne risulta una struttura a strati che può essere sfaldata facilmente.
La struttura cristallina di CdI2 è importante in quanto prototipo della struttura adottata da molti altri sali e minerali, che in genere possiedono una di queste caratteristiche:
- Ioduri di cationi moderatamente polarizzanti; bromuri e cloruri di cationi fortemente polarizzanti
- Idrossidi di cationi con carica 2+, cioè composti di formula generale M(OH)2
- Solfuri, seleniuri e tellururi (calcogenuri) di cationi con carica 4+, cioè composti di formula generale MX2, dove X = S, Se, Te

### Composti con struttura cristallina tipo CdI_{2}

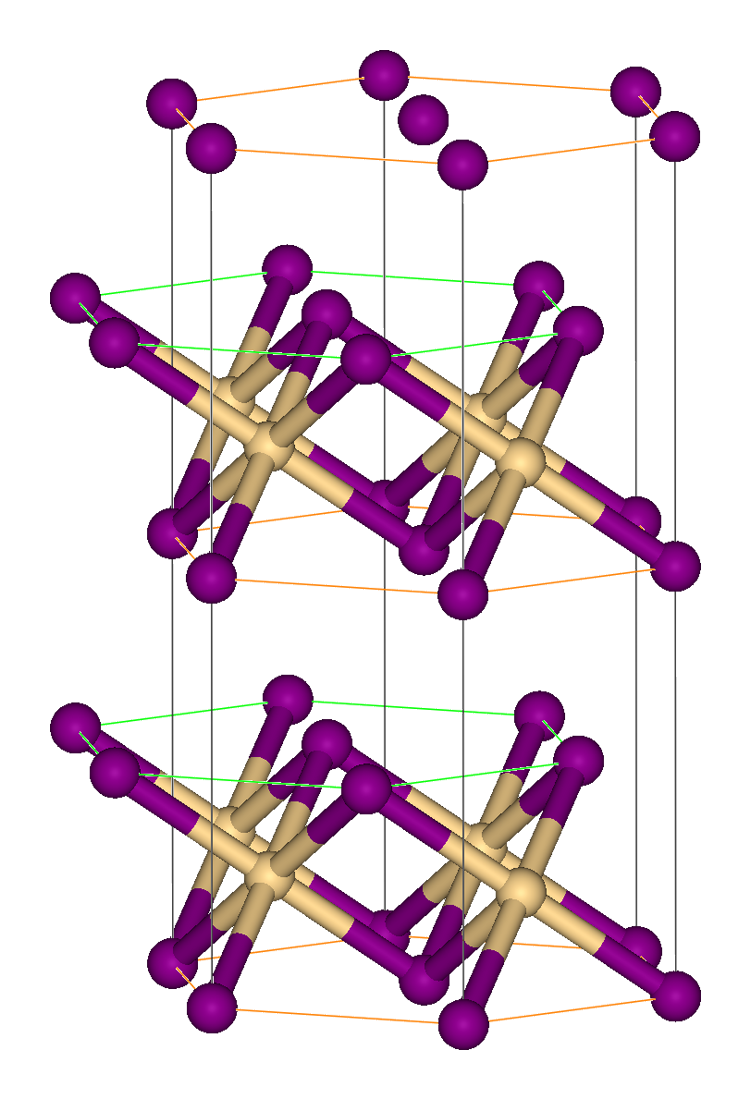
Gli anioni ioduro in CdI_{2} formano un impacchettamento esagonale, mentre i cationi cadmio occupano tutti i siti ottaedrici di strati alternati.

### Composti con struttura cristallina tipo CdI2

#### Ioduri
MgI2, TiI2, VI2, MnI2, FeI2, CoI2, CaI2, PdI2, PbI2.

#### Cloruri e bromuri
TiCl2, VCl2;
MgBr2, TiBr2, VBr2, MnBr2, FeBr2, CoBr2, CdBr2.

#### Idrossidi di cationi M2+
Mg(OH)2, Ni(OH)2, Ca(OH)2.

#### Calcogenuri di cationi M4+
TiS2, ZrS2, SnS2, α-TaS2, PtS2;
TiSe2, ZrSe2, SnSe2, PtSe2;
SiTe2, TiTe2, CoTe2, NiTe2, PdTe2, PtTe2.

#### Altri
AgF2, W2C.

## Sintesi
Lo ioduro di cadmio si prepara aggiungendo acido iodidrico a cadmio metallico, o al suo ossido, idrossido, carbonato, o nitrato. Ad esempio:
CdO + 2HI → CdI2 + H2O
Si può preparare anche per sintesi diretta tra cadmio e iodio:
Cd + I2 → CdI2

## Usi
Lo ioduro di cadmio è usato in litografia, fotografia, galvanostegia e nella fabbricazione di fosfori, nematocidi e lubrificanti.

## Tossicità / Indicazioni di sicurezza
Lo ioduro di cadmio è disponibile in commercio. Il composto è tossico per inalazione o ingestione, con pericolo di effetti cumulativi e irreversibili. È cancerogeno per l'uomo: può provocare tumori ai polmoni e alla prostata. È anche molto tossico per gli organismi acquatici, con effetti di lunga durata.